# ONE 〜輝く季節へ〜
『ONE 〜輝く季節へ〜』（ワン かがやくきせつへ）は、1998年5月29日にTacticsより発売されたWindows 95用18禁恋愛アドベンチャーゲーム。「心に届くADV第2弾」として、過ぎ去ってゆくものへの想いや今を生きるための絆をテーマとした寓話的作品。
恋愛パートでプレイヤーを感情移入させ、終盤の劇的な別れと再会で感動させる本作の構成はその後、恋愛ゲームの定番スタイルの一つとなった。そのため、俗に言う「泣きゲー」のジャンルを開拓した作品の一つとして挙げられる。
2000年代までにWindows 98からWindows Vistaへの対応や他機種版の発売のほか、小説やOVA化、ドラマCDなどのメディアミックスもされた。また2023年にはリファイン版となる『ONE.』も発売された。

## 歴史
- 1998年5月29日 - 『ONE 〜輝く季節へ〜』発売。
- 1999年4月1日 - KIDからPS版『輝く季節へ』発売（全年齢対象）。
  - タイトルが異なるのは、当時のSCEの基準で「18禁恋愛アドベンチャーゲームからの移植では、PC版と同一のタイトルを付けない」ためである（同時期にカプコンから『ONE』というタイトルのシューティングゲームが発売を予定されていたため、タイトルが重なるのを避けた、という説もある）。またオリジナル版がアドベンチャーゲームだったのに対しサウンドノベルタイプに変更されている。
- 2000年9月14日 - エーアイシステム販売から『メモリアルセレクション ONE 〜輝く季節へ〜』発売（いわゆる廉価版）。
- 2003年1月24日 - NEXTONから『ONE 〜輝く季節へ〜 Full Voice Ver.』発売。
  - 著作権保護機能と一部CD-ROMとの相性問題が発生しており、同社のHPで対応策を広報している。
- 2007年2月9日 - 河本産業からiアプリ版『ONE 〜輝く季節へ〜』発売。
- 2007年3月1日 - マジックシードの「美少女遊び」からEZアプリ版『ONE 〜輝く季節へ〜』発売。
- 2007年6月1日 - NEXTONから『ONE 〜輝く季節へ〜 vista動作確認版』発売。
- 2007年7月2日 - マジックシードからS!アプリ版『ONE 〜輝く季節へ〜』発売。
- 2010年2月26日 - ギュッと!からダウンロード版が独占販売。
- 2022年7月22日 - NEXTON 30th PROJECT公式Twitterカウントで、novamicus制作にて本作のリファイン版となる『ONE.』が発表[3]。
- 2023年4月28日 - NEXTONとアレスは『ONE.』がNintendo Switch・Steamより発売されることを発表[4]。
- 2023年12月22日 - 『ONE.』発売（全年齢対象）

## ストーリー
本作の核となるストーリーは、主人公の浩平が別の世界（永遠の世界）に消えてしまうというものである。このとき、浩平に関するほかの人の記憶も消えてしまう。しかし、この永遠の世界については作中で明確な説明が行われていない部分が多い。
過去
幼い日、妹を亡くした浩平は、幸せな日常が永遠に続くわけではないことを知り、打ちひしがれていた。その時、「永遠はあるよ ここにあるよ」という言葉を聞き、「永遠の世界」と関わることとなる。しかし、それらの記憶は心の奥にしまい込まれてしまい、浩平が成長するまでその影響が現れることはなかった。
ストーリー中盤まで
浩平は高校2年の冬（本編に登場するカレンダーによれば1998年の11月下旬から1999年の3月）に幼い日の記憶を思い出し、消滅のおよそ1週間前から、関係の薄い人々から順に忘れられ始め、最終的には恋人ひとりを残して、あるいは全員に忘れられる。
永遠の世界
永遠の世界の描写は、キャラクターを担当した2人のシナリオライターにより表現が異なる。
ストーリー終盤
恋人が最後まで忘れなかった場合には、およそ1年後に突然帰還する。
永遠の世界は、
- 死後の世界と同類または類似した世界である。
- 誰もが「永遠の世界」に行くことができる（戻ることは難しい）。
- 「永遠の世界」は現実世界でのよりどころを無くしたときに行くことができる。
- 「永遠の世界」では案内役となる女の子を1人連れていく必要があるかもしれない。
- 「永遠の世界」は主人公だけのものではなく共通領域（パブリックスペース）である。
- 「永遠の世界」はその案内役と盟約を結ぶことにより猶予期間が与えられる。
- 猶予期間内に現世で拠りどころ(絆)ができれば、「永遠の世界」からおよそ1年で帰還できる。
- 「永遠の世界」行きは阻止することができない。
- 「永遠の世界」行きとなる人間のことは、およそ1週間前から忘れられ始める。そして、帰還した途端に思い出す。忘れるまでの日数は、どれだけその人を思っていたかによって異なるらしい。
- 「永遠の世界」の案内役はその写し身となるものが現実にいるが、盟約付近の記憶はあいまいになる。

## 登場キャラクター
担当声優はPS版『輝く季節へ』 / ドラマCD版 / 全年齢OVA版 / PC版フルボイスVer. / リファイン版『ONE.』の順に記載。成人向けOVA版は担当者の記載が無いため全て不明。
折原 浩平（おりはら こうへい）
声：なし / 野島健児 / 谷山紀章、吉田小百合（幼年時） / なし / なし
主人公。名前の変更可能。高校2年生。幼い頃に両親がいなくなり、現在は叔母の家で生活している。叔母と会話する機会がほとんどないため、一人暮らしに近い生活をしている。まったく部活として活動していない軽音楽部に所属している。幼馴染である長森瑞佳と転校生である七瀬留美をからかってばかりいるが、基本的には優しい世話焼きである。料理はチャーハンのみ作れるとの事だが、留美と協力してラーメンを作っている場面もある。
妹と死別することにより、ある何かが進行してゆき「永遠の世界」に旅立つことになる。時間の進行と共に周りの人からどんどん忘れられていくことで、誰かに自分の存在を繋ぎとめてもらおうとする行動にでる。子供の頃の妹と瑞佳の記憶を混同している。
誕生日：3月24日
長森 瑞佳（ながもり みずか）
声：飯塚雅弓 / 皆口裕子 / 川澄綾子 / 木村あやか / 石見舞菜香
主人公のクラスメイトで幼馴染。髪の後ろに黄色いリボンを結んでいる。主人公の意味のない冗談に付き合わされ、いつでも溜め息をついているが、毎朝主人公を起こしに行くなど面倒見は非常にいい。部活は音楽関係（何の部活かは不明）のヘルプ（小説版ではオーケストラ部で、楽器はチェロ）。牛乳好きで、牛乳でご飯も食べられる。また猫好きで家には多数の猫を飼っている。語尾に「〜だよ」「〜もん」を連発することから、劇中「だよもん星人」などと言われる（1度だけ）。主人公に早く彼女ができないかといつも気にしている。主人公は気づいていなかったが、かなり男性から人気が高い。
小さい頃の姿が、主人公の「永遠の世界」の案内人（?）のモチーフとなっている。
誕生日:9月26日 身長:159cm スリーサイズ:B83/W57/H84 血液型:O型
七瀬 留美（ななせ るみ）
声：横山智佐 / 大本眞基子 / 寺田はるひ / 日下千鶴 / 前田佳織里
主人公の学校に転校してきた女の子。元剣道部だったが、腰の故障で剣道をやめ「真の乙女」を目指している。そのため周りに対して乙女らしく振舞っているが、初対面の印象が悪かった主人公を始め、瑞佳や繭の前では地の性格を出す。今は帰宅部だが、文化系の部活に入ろうとしている。なお、前の学校の制服が気にいっているらしく、この学校の制服を持っているにもかかわらず前の制服をずっと着ている。自分のおさげを引っ張る繭を苦手としている。PC版製作スタッフが離脱した後に作られた設定では納豆が苦手なものとされているが、ゲームでは好きだと発言している。
誕生日:8月8日 身長:161cm スリーサイズ:B84/W59/H86 血液型:A型
川名 みさき（かわな みさき）
声：雪乃五月 / 雪乃五月 / 豊嶋真千子 / 須本綾奈 / 愛美
小学生の時に事故で視力を失った主人公の先輩。夕焼けの学校の屋上で主人公と出会う。盲目というハンデを背負うものの、それに由来する他人に対する警戒心はなく、誰とでも打ち解けることができる社交的な性格。高校が自宅の向かいで視力を失う前からの遊び場だったので、白杖を携行せず一人でも学校に行ける。しかし商店街などの外の世界には怖がって行けないでいる。また盲目のハンデで相手を縛りたくがないために、異性と付き合うことを拒絶している。意外に大食いで、一人で何人前分ものカレーを食べている場面もある。親友である深山雪見のヘルプとして演劇部に顔を出している。
誕生日:6月3日 身長:165cm スリーサイズ:B86/W60/H84 血液型:AB型
上月 澪（こうづき みお）
声：なし / 登場なし / 浅野真澄 / なし / 高森奈津美
表情豊かな主人公の下級生。頭には水色に青いチェック柄の大きなリボンをしている。唖障害で言葉を話せないため、スケッチブックを使って筆談で会話をする。演劇部所属で、深山雪見の後輩に当たる。劇中ではしゃべれない役ながら、自分の役はしっかりとこなしている。主人公にラーメンをひっくり返したりとかなりのドジっ娘。いつも使っているスケッチブックのほかに古いスケッチブックを持っており、大事にしている。
PS版とPC版（フルボイス）では声優が起用されていない。OVA版ではモノローグ、リファイン版では吐息などの感情表現のみに声が当てられている。
誕生日:6月4日 身長:147cm スリーサイズ:B75/W56/H79 血液型:A型
椎名 繭（しいな まゆ）
声：大谷育江 / 登場なし / かないみか / 芹園みや / 高橋花林
かんしゃく持ちの登校拒否児。主人公よりも年下の少女。自分の唯一の信じあえた友達であるフェレットの「みゅー」を失ったところへ主人公たちと出会う。何かイヤなことがあるとすぐ、そのフェレットの名を叫んで泣き出してしまう。主人公はそんな彼女の成長を後押しするために主人公のクラスに紛れ込ませることになる。大好きな食べ物はテリヤキバーガー。フェレットのように長いものが好きで、留美の髪や怪しい蛇のぬいぐるみでも気に入る。
誕生日:5月15日 身長:149cm スリーサイズ:B77/W54/H78 血液型:A型
里村 茜（さとむら あかね）
声：中川亜紀子 / 山崎和佳奈 / 吉田小百合 / みる / 立花日菜
主人公と同じクラスの無口な少女。雨の日に空き地で一人たたずんでいたところを主人公と出会う。想いを寄せていた幼馴染みの少年が「永遠の世界」へと消えてから、雨の日には彼の帰りを待ち続けている。自分で弁当を作ったりと料理好き。また、根っからの甘党で甘い物が大好き。とりわけ洋菓子店『山葉堂』のワッフルがお気に入りで、本編と18禁版のOVA、リファイン版ではこの設定を採用している。周りの人間にあまり心を開かず、主人公が彼女に対して何かをやろうとすると「嫌です」と言う言葉で返してくるが、詩子とは親友。長い髪をおさげにしている。主人公から小柄と形容されているが、PC版製作スタッフが離脱した後に作られた設定では159cmと小柄とは言い難い身長にされている。
誕生日:4月21日 身長:159cm スリーサイズ:B82/W58/H81 血液型:O型
広瀬 真希（ひろせ まき）
声：川上とも子 / 登場なし / 登場なし / 内村みるく / 高田憂希
主人公のクラスメート。転校生で人気のある留美に対していろいろとちょっかいを出してくる。
誕生日:7月2日 身長:158cm スリーサイズ:B80/W59/H84 血液型:O型
深山 雪見（みやま ゆきみ）
声：川澄綾子 / 登場なし / 氷上恭子 / 神月あおい / 櫻井浩美
みさきの幼なじみで演劇部部長。みさきを陰に日向に支えるが、みさきには訳あって「極悪人」と呼ばれたこともある。また、しゃべれない澪でもできる役を作ってくれたりしてくれる。フルネームが作中では表記されていなかった。
誕生日:12月1日 身長:166cm スリーサイズ:B81/W55/H83 血液型:A型
椎名 華穂（しいな かほ）
声：なし / 登場なし / 登場なし / 内村みるく
繭の義母。なお、名前は元々設定されていなかったが、ファンが書いた二次創作小説にて使われた名前が公式に認められたという経緯を持つ。
柚木 詩子（ゆずき しいこ）
声：南央美 / 長沢美樹 / 矢島晶子 / 内村みるく / 西田望見
茜の幼なじみ。茜とは別の学校に通っているが、最近彼女の顔を見ていないという理由で、彼女を心配して彼女の学校まで押しかけてくる。転校前の学校の制服を着ている七瀬留美を自分同様の他校生と勘違いし、大丈夫だと主人公に言い訳して主人公の学校のホームルームや終業式に堂々と出るなど、度胸が座っている。茜と共通の幼馴染が居たが、「永遠の世界」に行ってしまいその記憶がすっぽりとなくなっている。主人公とよく突っかかることが多い。
誕生日:5月7日 身長:152cm スリーサイズ:B77/W54/H82 血液型:B型
住井 護（すみい まもる）
声：なし / 阪口大助 / 登場なし / 中澤アユム / 戸谷菊之介
主人公のクラスメート。イベント好きで授業中の暇つぶしを考えるのが得意。何らかの賭け事をしていたと思われる描写もある。主人公の家で冬休みを過ごしたりとかなり怠惰。
折原 みさお（おりはら みさお）
声：なし / 登場なし / 望月久代 / 早瀬碧 / 近貞月乃
主人公の妹。幼くして、病気（作中の描写からガンと思われる）で死ぬ。主人公が「永遠の世界」と盟約したきっかけを作った人物。
小坂 由起子（こさか ゆきこ）
声：なし / 登場なし / 登場なし / なし
主人公の叔母。両親がいなくなった主人公を引き取った。仕事が忙しく、朝早くに出勤しているためゲーム中で主人公と会話をしている描写が無い（ただし、鉢合わせになる描写は存在する）。苗字は小説版のもので、ゲームでは設定されていない。
氷上 シュン（ひかみ シュン）
声：なし / 登場なし / 保志総一朗 / 津波嵐 / 坂田将吾
主人公と同じ軽音楽部の幽霊部員。謎の言動で主人公を惑わせる。
清水 なつき（しみず なつき）
声：今井由香（PS版）
PS版に登場する。車に轢かれそうになった所を主人公に助けられてから、兄に似ている主人公になつく。メガネっ娘を追加するために設定された。

## 開発
本作は、前作『MOON.』の短期的な売り上げが、前々作でありTactics処女作である『同棲』に及ばなかったことから、売り上げを確保しやすい学園ものとして開発された（『MOON.』は長期的に売れたタイプの作品である）。開発に当たっての社長の号令は「（Leafの）『To Heart』みたいなのを作れ」というものであり、ごく序盤における主人公と幼なじみの会話には『To Heart』のそれと強い類似性が見られる。
また作中では全体の根幹を成す設定である「永遠の世界」も、主人公が人との絆、すなわち恋愛を求めて行動するための動機づけとして用意されたものであり、企画書では「その成り立ちようや存在意味などは、そんなに重要ではありません」とされている。
前作『MOON.』は開発中に4人から7人へとスタッフを増員したが、本作は当初から7人体制での製作開始となった。しかし人員の増加は人間関係のこじれをも招き、スタッフの引き抜きにつながった。プロデューサーのYET11以外のスタッフのほとんどは次回作開発中にビジュアルアーツに移籍し、Keyブランドの作品に携わったため、本作は『MOON.』とともにKeyのゲームと同列に扱われるのが通例である。

### スタッフ
ONE 〜輝く季節へ〜
- 製作総指揮：YET11（吉沢務）
- 企画：麻枝准、柴田太郎（PS版）
- 脚本：麻枝准、久弥直樹、高林伸二（PS版、清水なつき）
- 原画：樋上いたる
- CG監修：まりるるるー
- グラフィック：樋上いたる、みらくる☆みきぽん[注 6]、しのり〜
- 背景CG：吉竹満太郎（へっぽこ探偵社）、華高れとも（SIM-RAC-RAM）、EIJI（STUDIO桜っち）
- パッケージ製作：なべぞう
- 音楽：折戸伸治、YET11（吉沢務）、いしさん、OdiakeS 、M.S
- プログラム：末田陽平
- サブプログラム：タイペイロン

ONE.
- 原画：樋上いたる
- シナリオ：Tactics
- シナリオ編集：novamicus
- 原作：Tactics
- デザイン：cao.
- ビジュアル背景：わいっしゅ、mocha

## 評価と反響
- 元長柾木は『ONE』について存在自体が奇跡でありコピーできるような代物ではないとしている[9]。
- 奈須きのこはパートナーの武内崇と共にこの作品の大ファンであり、「ノベルゲーム」（後の『月姫』）のシナリオライターを志した切っ掛けであると語っている[10]。また、この作品による自作への影響があったという見解を表しており、特に『月姫』の主人公の口調が『ONE』の主人公とよく似ているところを反省点として挙げている[11]。
- 本作で描かれる「永遠の世界」にはいつまでも年を取らない少女がいて、心に傷を負った主人公を受け入れてくれるが、そこへの没入の代償として現実との関係が希薄になっていく[12]。これについて本田透は、『ONE』は空想と現実のどちらを生きるべきかというオタクの葛藤そのものを作品化したものであり[13]、ヒロインと恋愛関係を築くことでお互いに存在意義を確立しあった主人公が、最終的に空想を放棄して現実での生を選ぶという構造になっている[14]。もっとも、作品内で描かれる恋愛はゲーム外での現実ではおよそ到達不可能な純愛であり、テーマとは裏腹にファンのゲームへの没入を招いた、と説いた[15]。自身も本作のヒロイン「川名みさき」を「脳内妻」と公言している[16]。
- PS版『輝く季節へ』は、PC版『ONE』のファンから画面・音楽・追加要素など多くの点で酷評された[12]。

売上
初回版は1万本。通常版込みで最終的に5万本を突破した。

## 関連作品

### 書籍

#### 小説
Tacticsの前作『MOON.』に引き続き全巻を館山緑が執筆し、ムービックから発売された。年齢制限はないが、内容は性的表現を含む。各巻ごとに一人のヒロインとの恋愛を描いている（第1巻：長森瑞佳、第2巻：里村茜、第3巻：川名みさき、第4巻：七瀬留美）。本作の「永遠の世界」では、PC版に比べ“死”や“夢”との関連性がより強くなっている。
- ラインナップ[18]
  - ONE 〜輝く季節へ〜 Movic Game Collection 8（初版：1998年8月31日）ISBN 4-89601-388-3
  - ONE 〜輝く季節へ〜 2 Movic Game Collection 11（初版：1998年12月31日）ISBN 4-89601-420-0
  - ONE 〜輝く季節へ〜 3 Movic Game Collection 12（初版：1999年4月30日）ISBN 4-89601-434-0
  - ONE 〜輝く季節へ〜 4 Movic Game Collection 17（初版：2000年4月1日）ISBN 4-89601-480-4

#### 設定資料
PC版『MOON.』と『ONE』の設定資料集。『MOON.』と『ONE』の企画書が全文掲載されており、同作の成立過程を知る上で貴重な資料となっている。巻末には吉沢務のインタビューを掲載。
- 発売元：コンパス
  - タクティクス設定原画集 MOON.&ONE 〜輝く季節へ〜（発売日：1998年10月31日）ISBN 4-87763-014-7

#### ビジュアルファンブック
PS版『輝く季節へ』の設定資料集。巻末には、吉沢務、久弥直樹他のインタビューが掲載されており、『ONE』というタイトルの意味や、「永遠の世界」に関する貴重な発言を見る事ができる。
- 発売元：アスペクト
  - 輝く季節へ　ビジュアルファンブック（発売日：1999年9月26日）ISBN 4-7572-0575-9

#### コミックアンソロジー
発売元：ムービック
ONE 〜輝く季節へ〜 コミックアンソロジー ISBN 4-89601-451-0
ONE 〜輝く季節へ〜 コミックアンソロジー2 ISBN 4-89601-468-5

発売元：コンパス
タクティクスコミックアンソロジーONE 〜輝く季節へ〜編 ISBN 4-87763-036-8

### OVA版
全年齢版はキャラクター設定や背景設定などが原作と全く異なっており、作中の「永遠はあるよ」という重要なセリフが本来とは全く逆の意味で用いられている。また全巻を貫くシナリオも原作とは全く異なった展開となっている。
成人向け版はキャラクター、および背景設定はおおむね原作を踏襲し、各巻ごとにヒロインとの恋愛を描いている。

#### 全年齢版
- 企画：なべぞう・小田泰之
- プロデューサー：大宮三郎・大石孝次・越中おさむ
- 監督・脚本・音響監督：杜野幼青
- キャラクターデザイン：佐藤淳
- 作画監督：柴山知寛
- アニメーション制作：Triple X
- 製作：ケイエスエス
- OP：『Eternity』
  - 作詞：並河祥太、作曲：岡崎律子、編曲：五十嵐洋・道祖尾昌章、歌：Millio
- ED-雨の章-：『Rose』
  - 作詞：並河祥太、作曲：岡崎律子、編曲：高橋一之、歌：吉田小百合
- ED-風の章-：『impurity』
  - 作詞：並河祥太、作曲：岡崎律子、編曲：道祖尾昌章、歌：寺田はるひ
- ED-雪の章-：『風の見える日』
  - 作詞：岡崎律子・並河祥太、作曲：岡崎律子、編曲：岩室晶子、歌：豊嶋真千子
- ED-桜の章-：『このままがいいよ』
  - 作詞：並河祥太、作曲：岡崎律子、編曲：高橋一之、歌：川澄綾子
- ラインナップ
  - ONE 〜輝く季節へ〜 第1巻 雨の章 茜・詩子（発売日：2001年8月10日）
  - ONE 〜輝く季節へ〜 第2巻 風の章 留美・瑞佳（発売日：2001年11月22日）
  - ONE 〜輝く季節へ〜 第3巻 雪の章 みさき・澪（発売日：2002年2月22日）
  - ONE 〜輝く季節へ〜 第4巻 桜の章 瑞佳・繭（発売日：2002年5月24日）

#### 成人向け版
- 企画：なべぞう・大石孝次
- 監督：ふくもとかん
- 脚本：大石哲也
- キャラクターデザイン：佐藤淳
- 作画監督：小林哲也（一巻）・水入渚（二巻・三巻）
- 絵コンテ：金澤勝眞（一巻）・ふくもとかん（二巻）・杜野幼青（三巻）
- 音響監督：黛計
- アニメーション制作：ARMS
- 製作：チェリーリップス
- OP：『輝く季節へ』
  - 作詞・作曲：藤倉芹奈、編曲：原嘉朗、歌：坂本麗衣
- ED（OVA 1-2）：『小説』
  - 作詞・作曲：藤倉芹奈、編曲：原嘉朗、歌：坂本麗衣
- ED（OVA 3）：『やさしさの魔法』
  - 作詞・作曲：藤倉芹奈、編曲：原嘉朗、歌：坂本麗衣
- ラインナップ
  - ONE 〜輝く季節へ〜 True Stories EPISODE1（発売日：2003年11月21日）
  - ONE 〜輝く季節へ〜 True Stories EPISODE2（発売日：2004年2月27日）
  - ONE 〜輝く季節へ〜 True Stories EPISODE3（発売日：2004年5月28日）

### CD

#### 原作関連

##### サウンドトラック
サウンドトラックは原作の音楽がそのまま収録され、ラジオCMとピアノアレンジ2曲を追加している。
- 発売元：ムービック[19]
- ラインナップ
  - ONE 〜輝く季節へ〜／サウンドトラック（発売日：1998年12月6日）
    - 作曲・編曲：吉沢務（2、4、9、11、15、19）、折戸伸治（1、3、5、8、10、12、14、16、18、20）、M.S.（6）、いしさん（7、13）、odiakes（17）
    - 編曲：Ryuji Murayama（Freeway）（22）、T.Yoshizawa/O.Ishikawa（23）

  - ONE 〜輝く季節へ〜／サウンドトラックIIピアノアレンジバージョン（発売日：1999年9月25日）
    - 編曲：Nobu Shingo（Freeway）

##### ドラマCD
同社から発売された小説版を元にしたドラマが収録されている。ジャケットイラストはProduction I.Gが担当している。
- 発売元：ムービック[20]
- ラインナップ
  - ONE 〜輝く季節へ〜 長森瑞佳ストーリー 『あなたのこころを わたしのなかへ』（発売日：1999年11月6日）
  - ONE 〜輝く季節へ〜 里村茜ストーリー 『たいせつなばしょ』（発売日：1999年12月4日）
  - ONE 〜輝く季節へ〜 川名みさきストーリー 『開かれた扉』（発売日：2000年1月30日）

#### フルボイス版関連

##### サウンドトラック
- 発売元：株式会社ネクストン (NEXTON)
- ラインナップ
  - ONE 〜輝く季節へ〜 アレンジ サウンドトラック "Sea Roars"（NOT FOR SALE）
    - 作曲：折戸伸治（1、2、8、9、11、12）、いしさん（3）、YET11：（4、6、7、10）、M.S.（5）
    - 編曲：ようづきわたる（1）、下地和彦（2、4、6、8、12）、鈍☆吉：（3、9）、YUZ：（5、10）、柏木るざりん（7）、幸せの野ウサギ（11）

※ ONE 〜輝く季節へ〜 Full キャラクターボイス Version 同梱特典CD

#### 全年齢版OVA関連
ケイエスエスから発売されたが、現在ではsoftgarage配下のJSDSSとなっている。

##### サウンドトラック
- 発売元：ケイエスエス → JSDSS
- ラインナップ
  - ONE 〜輝く季節へ〜 Music from The Animation（発売日：2001年8月10日）
  - 上月 澪「3分の1のこころ」（NOT FOR SALE）
    - 作詞：並河祥太、作曲：岡崎律子、編曲：道祖尾昌章、歌：浅野真澄

※ OVA全巻購入特典として応募者に送られたCD。澪をイメージしたアルバムサイズのスケッチブックがケースとなっており、澪視点で描かれたヒロインのSDキャラが収められている。

##### ドラマCD
- 発売元：ケイエスエス → JSDSS
- ラインナップ
  - ONE 〜輝く季節へ〜 triplet story（発売日：2001年11月22日）
  - ONE 〜輝く季節へ〜 miniature（発売日：2002年7月26日）

#### 成人向け版OVA関連

##### サウンドトラック
- 発売元：ChambersRecords/HOBiRECORDS
- ラインナップ
  - ONE 〜輝く季節へ〜 True Stories オリジナルサウンドトラックアルバム（発売日：2003年11月21日）

### メディアミックス作品の登場キャラクター
以下のキャラクターは、PC版製作スタッフが関与しておらず、各作品の独自キャラ。
城島 司（じょうじま つかさ）
声：緑川光（ドラマCD版）
小説版とムービックのドラマCD版に登場する。永遠の世界に消えた茜の幼馴染として設定されたキャラクター。想いを寄せていた彼の恩師が亡くなり、その後を追うようにして消滅した。
南条 紗江子（なんじょう さえこ）
声：藤巻恵理子（ドラマCD版）
小説版とムービックのドラマCD版に登場する（小説版ではセリフは一言のみ）。茜たちが通っていた中学校の社会科教諭。学校関係者の多くから慕われ、特に司が憧れていた人物だが早世し、司の消滅、また茜が心を閉ざすきっかけとなった。